# Institut d'archéologie Vasile-Parvan
L'Institut d'archéologie Vasile-Parvan (en roumain : Institutul de Arheologie "Vasile Pârvan") est un institut dépendant de l'Académie roumaine, situé à Bucarest, en Roumanie. Cet institut s'est spécialisé dans la préhistoire, l'histoire ancienne, l'archéologie et l'histoire médiévale. 

## Historique
L'institut d'archéologie est la plus ancienne institution de recherche de Roumanie, créée en 1834. L'institut d'archéologie ajoutera le nom de l'archéologue et historien roumain Vasile Pârvan.
L'Institut d'archéologie Vasile-Parvan possède une riche histoire archéologique. Il a participé à de nombreuses fouilles et a contribué aux études menées par les archéologues roumains et étrangers. Ses membres ont participé à des congrès internationaux et des expositions archéologiques. 

## Fonds documentaire
L'institut possède un patrimoine archéologique roumain, notamment dans les domaines de la numismatique et de l'épigraphie, ainsi que des documents d'archive extrêmement riches sur l'histoire générale et institutionnelle de l'archéologie en Roumanie. Ces archives contiennent des documents administratifs, des documents personnels de diverses personnalités de l'archéologie roumaine, des rapports concernant les découvertes archéologiques et les recherches, la gestion du patrimoine, et la correspondance avec d'autres institutions et personnalités de l'intérieur du pays et de l'étranger.

## Revue
L'institut édite une publication professionnelle depuis plus de 80 ans, la revue Dacia, fondé en 1924 par l'historien et archéologue roumain Vasile Pârvan, en l'honneur duquel l'Institut a été nommé. Le titre original de la revue était franco-roumain Dacia - Recherches et Découvertes Archéologiques en Roumanie, mais aujourd'hui le titre est roumanisé en Dacia - Revista arheologică Si De istorie Veche. La publication, autrefois bilingue franco-roumaine, édite en langue roumaine avec des paragraphes identiques dans quatre langues : français, anglais, allemands et russes.
Depuis 1999, le directeur de l'institut est l'historien et archéologue Alexandru Vulpe, membre de l'Académie roumaine.